# Wspólnota administracyjna Mühlacker
Wspólnota administracyjna Mühlacker – wspólnota administracyjna (niem. Vereinbarte Verwaltungsgemeinschaft) w Niemczech, w kraju związkowym Badenia-Wirtembergia, w rejencji Karlsruhe, w regionie Nordschwarzwald, w powiecie Enz. Siedziba wspólnoty znajduje się w mieście Mühlacker, przewodniczącym jej Arno Schütterle.
Wspólnota administracyjna zrzesza jedno miasto i jedną gminę wiejską:
- Mühlacker, miasto, 25 369 mieszkańców, 54,32 km²
- Ötisheim, 4 819 mieszkańców, 14,27 km²